# 賈希夷
賈希夷（1543年—？），字子清，號洛濱，山東濟南府歷城縣人，民籍，明朝政治人物。

## 生平
萬曆四年（1576年）丙子科山東鄉試第二十六名，萬曆五年（1577年）丁丑科會試第二百二十一名，登三甲第一百五十三名進士。授行人司行人，十四年十月选授陕西道御史，巡按山西、直隶，二十一年八月出为河南大梁兵巡道副使，二十五年三月因病致仕。

## 家族
曾祖賈興；祖父賈明；父賈志學。母劉氏。慈侍下。